# 聖母の被昇天
聖母の被昇天（せいぼのひしょうてん、英: Assumption of Mary）とはカトリック教会の用語で、聖母マリアがその人生の終わりに、肉体と霊魂を伴って天国にあげられたという信仰、あるいはその出来事を記念する祝日（8月15日）のこと。1950年、当時のローマ教皇ピオ12世のエクス・カテドラ宣言によって正式に教義とされた。
キリストが自らの力で能動的に「昇天」（ascensione、アッシェンシオーネ）したのに対し、聖母マリアは聖霊の力で受動的に昇天したので、「被昇天」（assunzione、アッスンツィオーネ）と呼称する。　

## 概要
元来は正教会の生神女就寝が6世紀ごろに西方に伝わったものだが、信仰の内容はその後西方独自の発展を遂げた。西方での最初の記録はトゥールのグレゴリウスによる(P.L.71.coll.708）。このころは1月18日に祝われていた。その後皇帝マウリキウスの時代に、現在の8月15日と定められた。中世から聖母の被昇天はスペイン・イタリア・ドイツ等で崇敬されていたが、とくにバロック期以降盛んに信じられるようになり、教義とされるに到った。
南ヨーロッパや中南米などカトリック信徒の多い国では、8月15日が祝日となっている。日本でもカトリック教会では「聖母の被昇天」を祝う祭日とされている。
また、カトリックでは伝統的に、マリアは、その母であるアンナの母体に宿った瞬間から「アダムの罪（原罪）」から保護されたと信じられてきた。これが無原罪の御宿りの意味するところである。12月8日の無原罪の聖マリア
の祭日であり、1854年に定められた。
正教会では8月15日（ユリウス暦の場合はグレゴリオ暦の8月28日に相当）に生神女就寝祭を祝う。これは「聖母の被昇天」とは違い、マリアの死を「就寝」「眠りにつく」とし、原世の肉体でそのまま天にあげられたとはみなさず、むしろ魂のみが天にあげられ、来世の栄光の体を与えられたとする。またマリア信心は信仰のうちにおのずとくだされる私的啓示として理解されるものであり、教義として理屈抜きで信じるべき内容ではないと考える。
図像学的には、聖母の被昇天がマリアを成人の姿で描くのに対し、生神女就寝は、現世での生を終え眠りについたマリアの亡骸の傍にキリストが立ち、幼子の形をしたマリアの魂を抱き取っている姿で描かれる。ただし、就寝の三日後とされる、マリアが使徒たちに天の栄光において現れた場面では、東方教会においてもマリアは成人の姿で表される。

## 聖母被昇天の祝日に起きた主な出来事
※聖母被昇天と直接関連のない8月15日の出来事については、8月15日#できごとを参照。
- イエズス会結成（1534年）
- 第1回十字軍中東エルサレムへ向け欧州から出発（1096年）
- アスンシオン建設（1537年）
- フランシスコ・ザビエルら、日本到着（1549年）
- イエズス会が京都に建設した聖母被昇天教会、通称「都の南蛮寺」の献堂ミサが行われる（1576年）

## 芸術作品

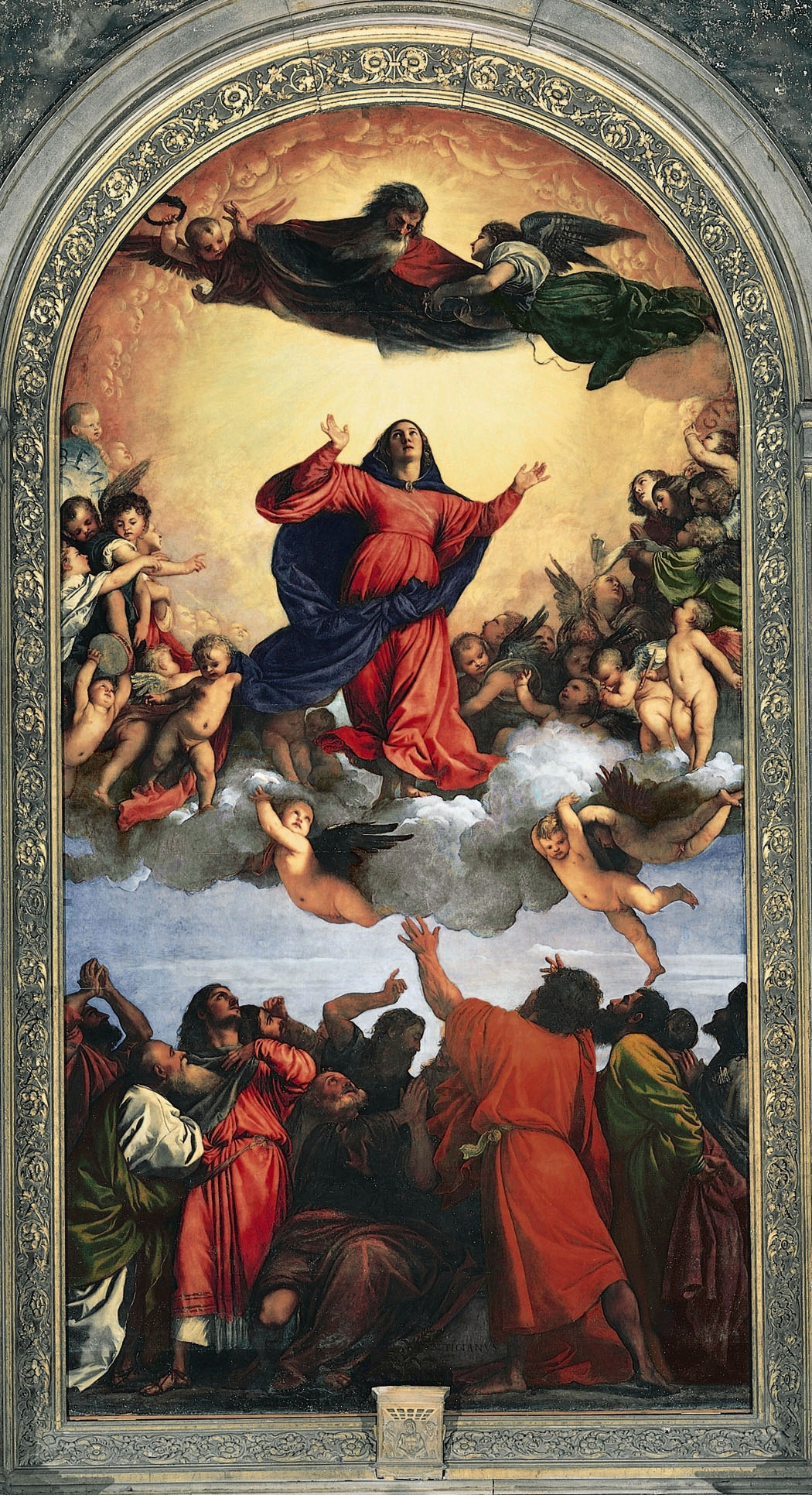
『聖母被昇天』、ティツィアーノ・ヴェチェッリオ画、1516年 - 1518年、サンタ・マリア・グロリオーザ・デイ・フラーリ聖堂収蔵
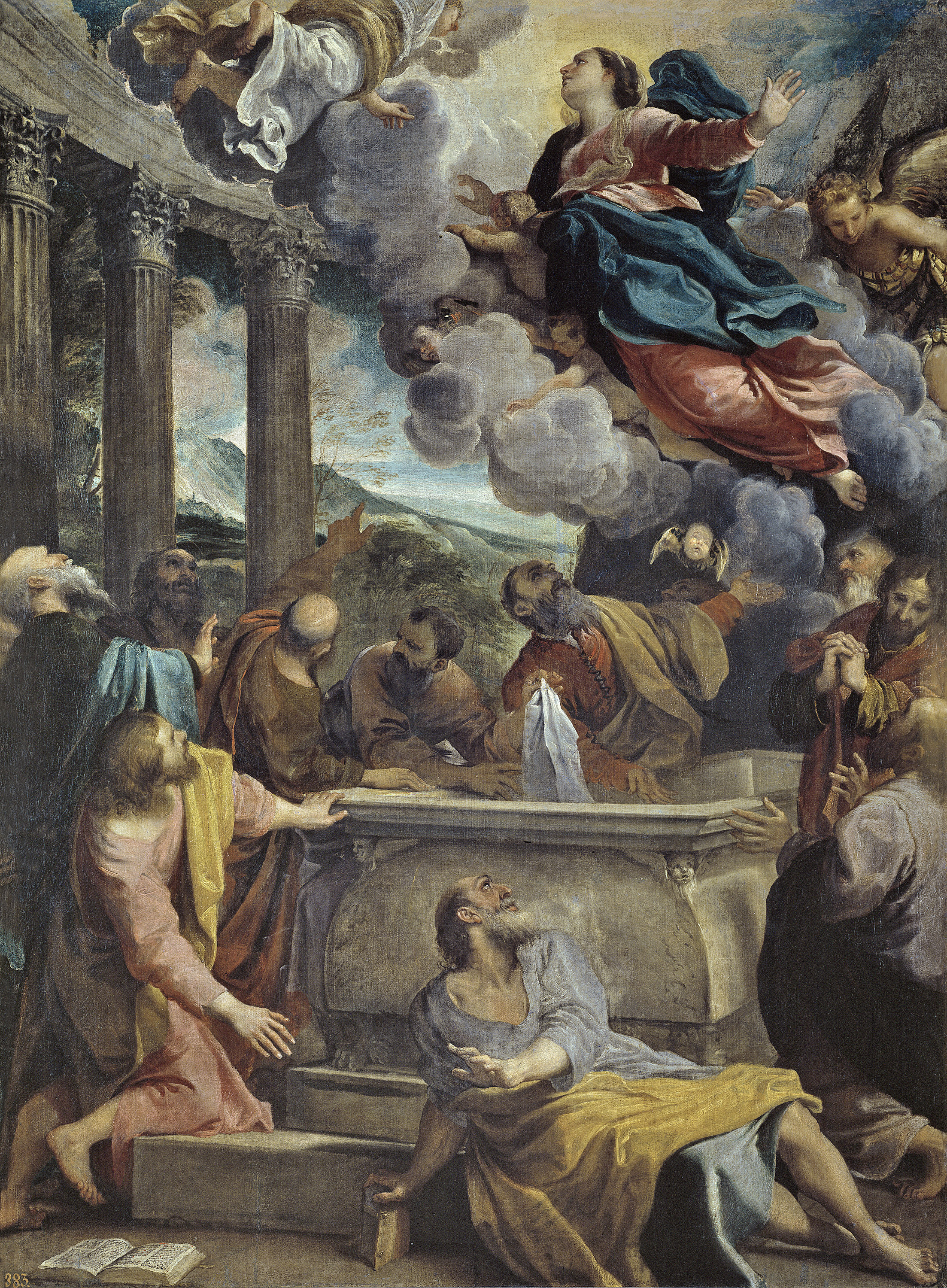
『聖母被昇天』、アンニーバレ・カラッチ画、1588年 - 1590年、プラド美術館収蔵
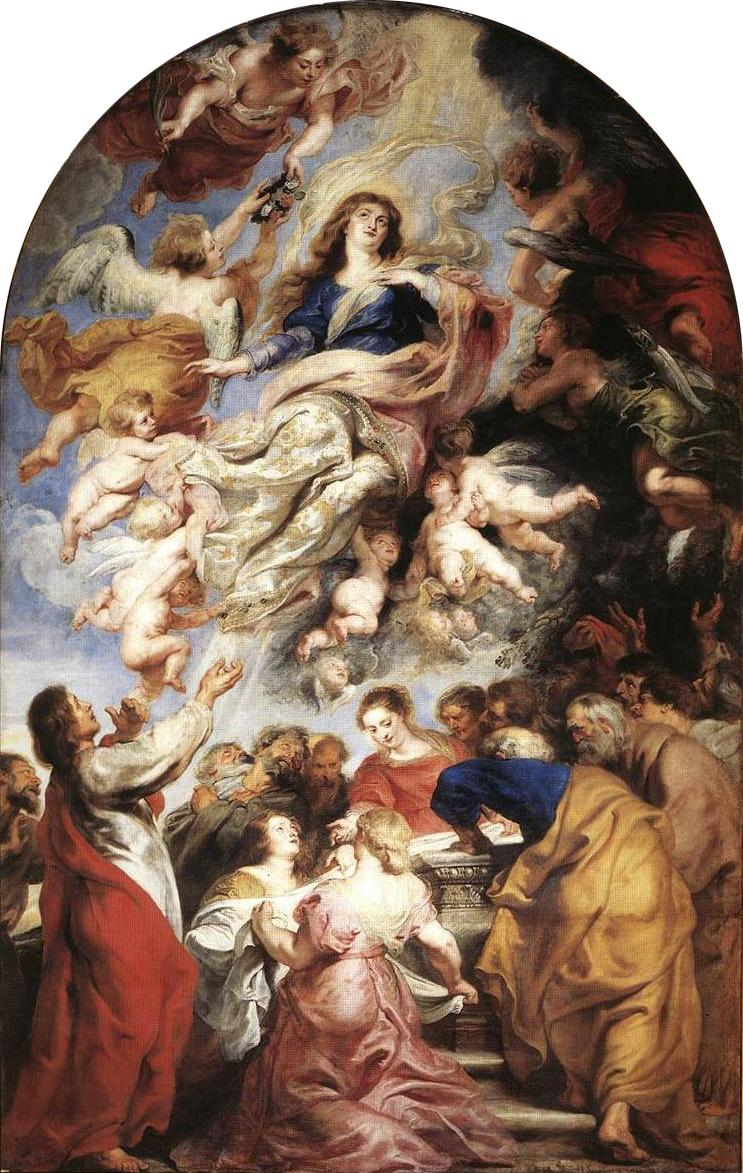
『聖母被昇天』、ピーテル・パウル・ルーベンス画、1625年 - 1626年、聖母大聖堂収蔵
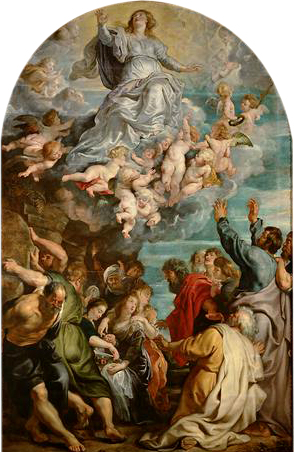
『聖母被昇天』、ルーベンス画、1613年 - 1620年、美術史美術館収蔵
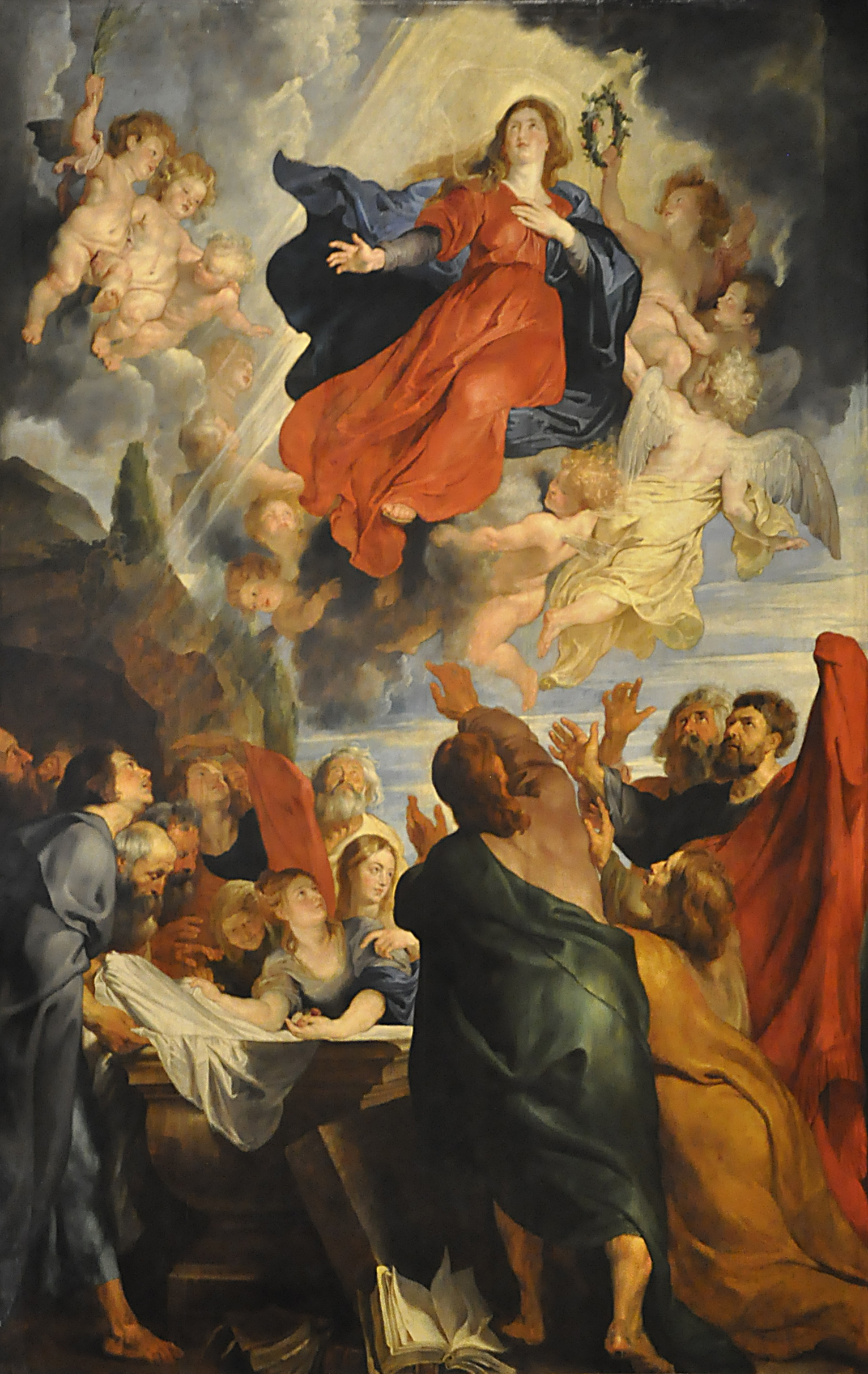
『聖母被昇天』、ルーベンス画、1616年 - 1618年、クンストパラスト美術館収蔵
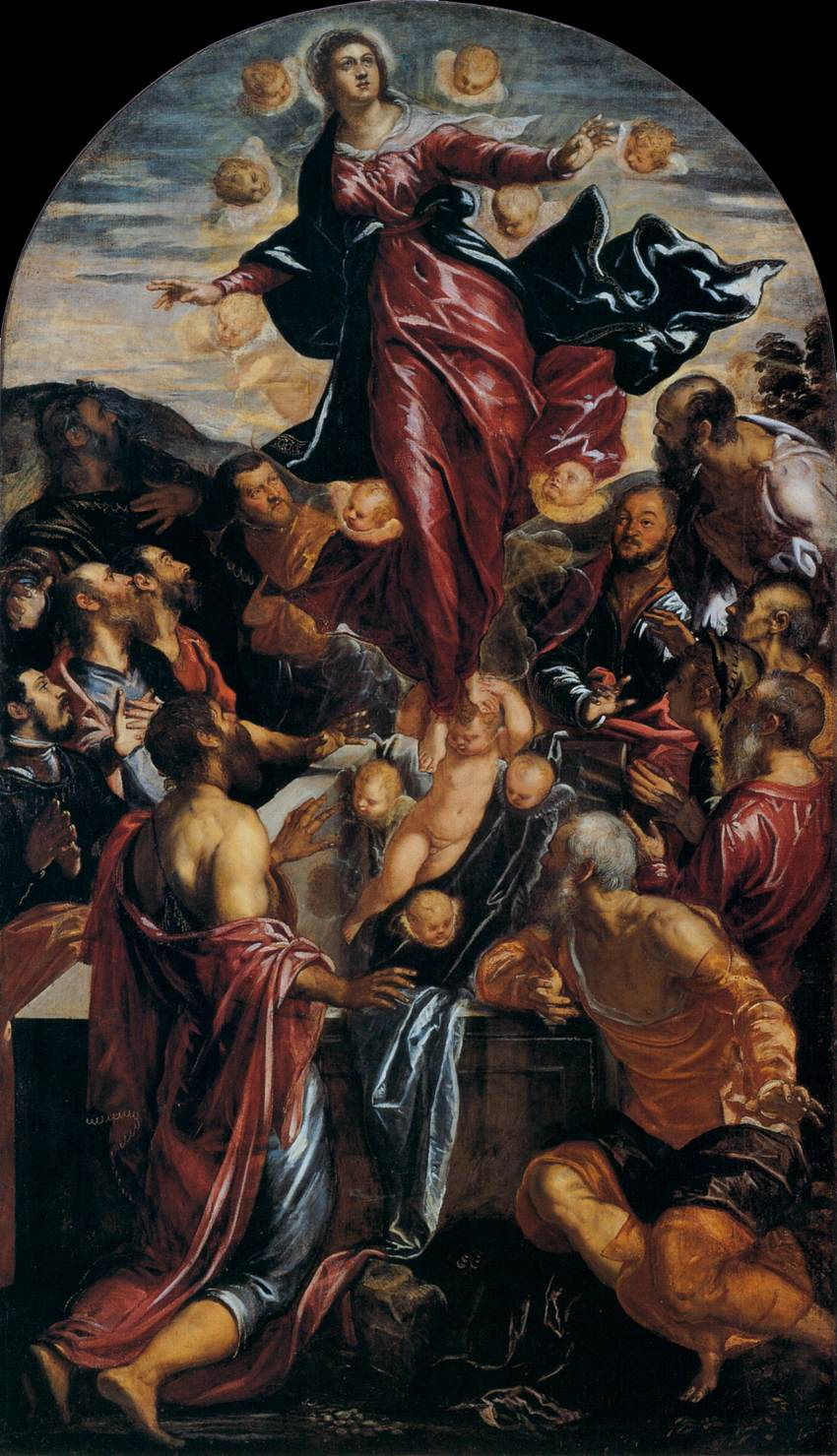
『聖母被昇天』、ティントレット画、アカデミア美術館収蔵
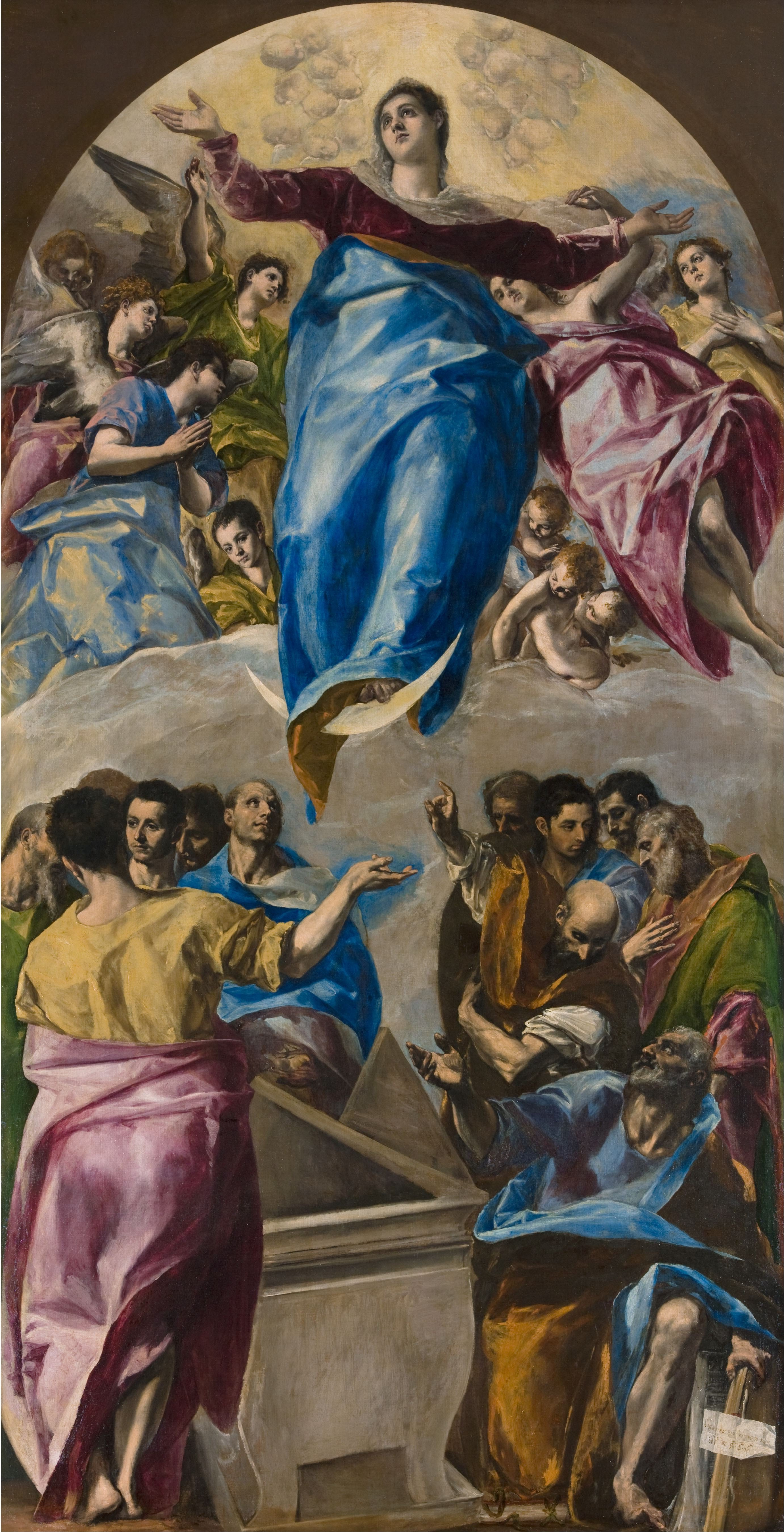
『聖母被昇天』、エル・グレコ画、シカゴ美術館収蔵
『聖母被昇天』、ニコラ・プッサン画、ナショナル・ギャラリー収蔵
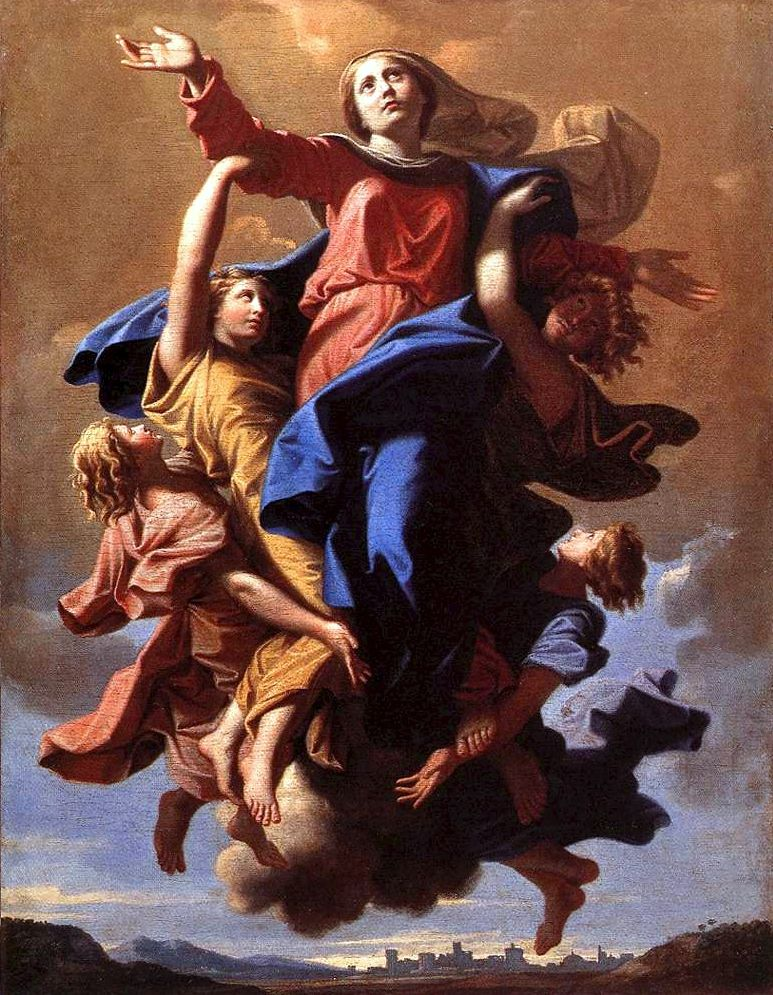
『聖母被昇天』、プッサン画、ルーヴル美術館収蔵
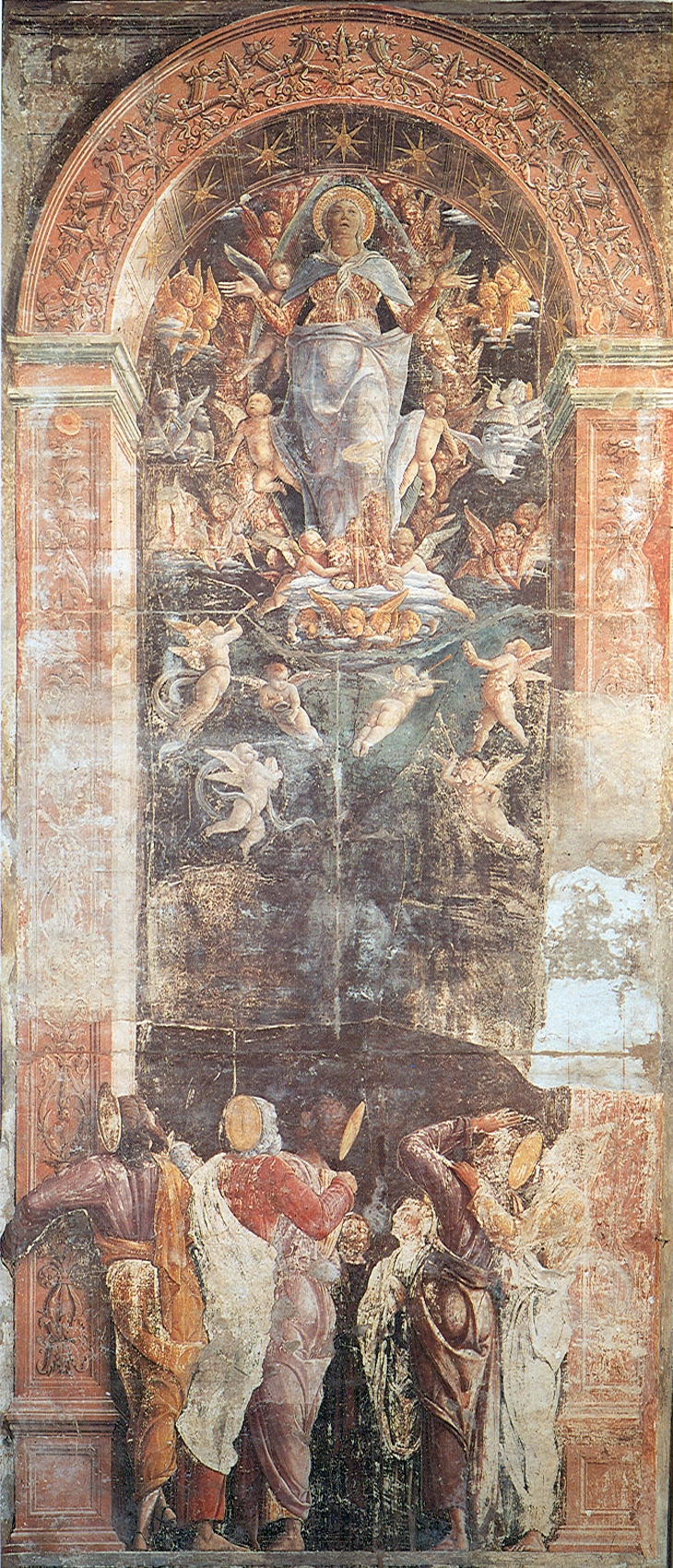
『聖母被昇天』、アンドレア・マンテーニャ画、オヴェターリ礼拝堂収蔵